# Caylus (gra)
Caylus – gra planszowa z gatunku eurogier wydana w 2005 roku, zdobywca nagrody Deutscher Spiele Preis 2006. 
W celu wzmocnienia granic królestwa Francji Król Filip postanawia wybudować w Caylus nowy zamek. Do wioski zaczynają zjeżdżać architekci, budowniczy i robotnicy. Każdy z graczy próbuje uzyskać jak najwięcej punktów prestiżu, które może uzyskać budując budynki na planszy, budując elementy zamku lub zamieniając zdobyte surowce. Gra jest całkowicie pozbawiona losowości, rezultat zależy wyłącznie od umiejętności grających.

## Nagrody
- Deutscher Spiele Preis 2006 – wygrana
- Spiel des Jahres 2006 – nagroda specjalna dla najbardziej złożonej gry – wygrana[1]
- Golden Geek 2006 – gra roku – wygrana[2]
- Golden Geek 2006 – gra dla graczy – wygrana[2]